# Kalanchoe millotii
Kalanchoe millotii är en fetbladsväxtart som beskrevs av R.-hamet och Perrier. Kalanchoe millotii ingår i släktet Kalanchoe och familjen fetbladsväxter. Inga underarter finns listade i Catalogue of Life.

## Bildgalleri

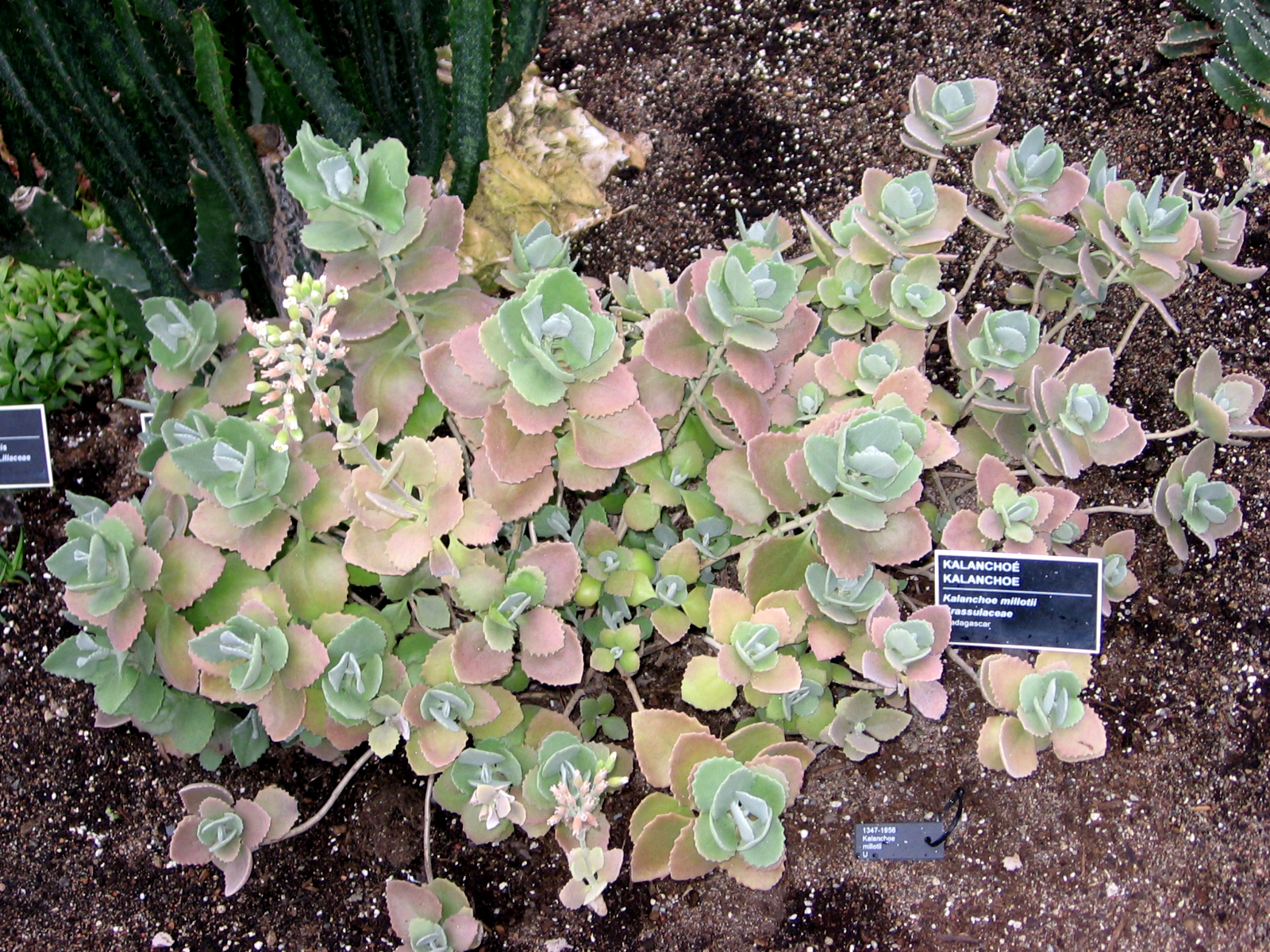
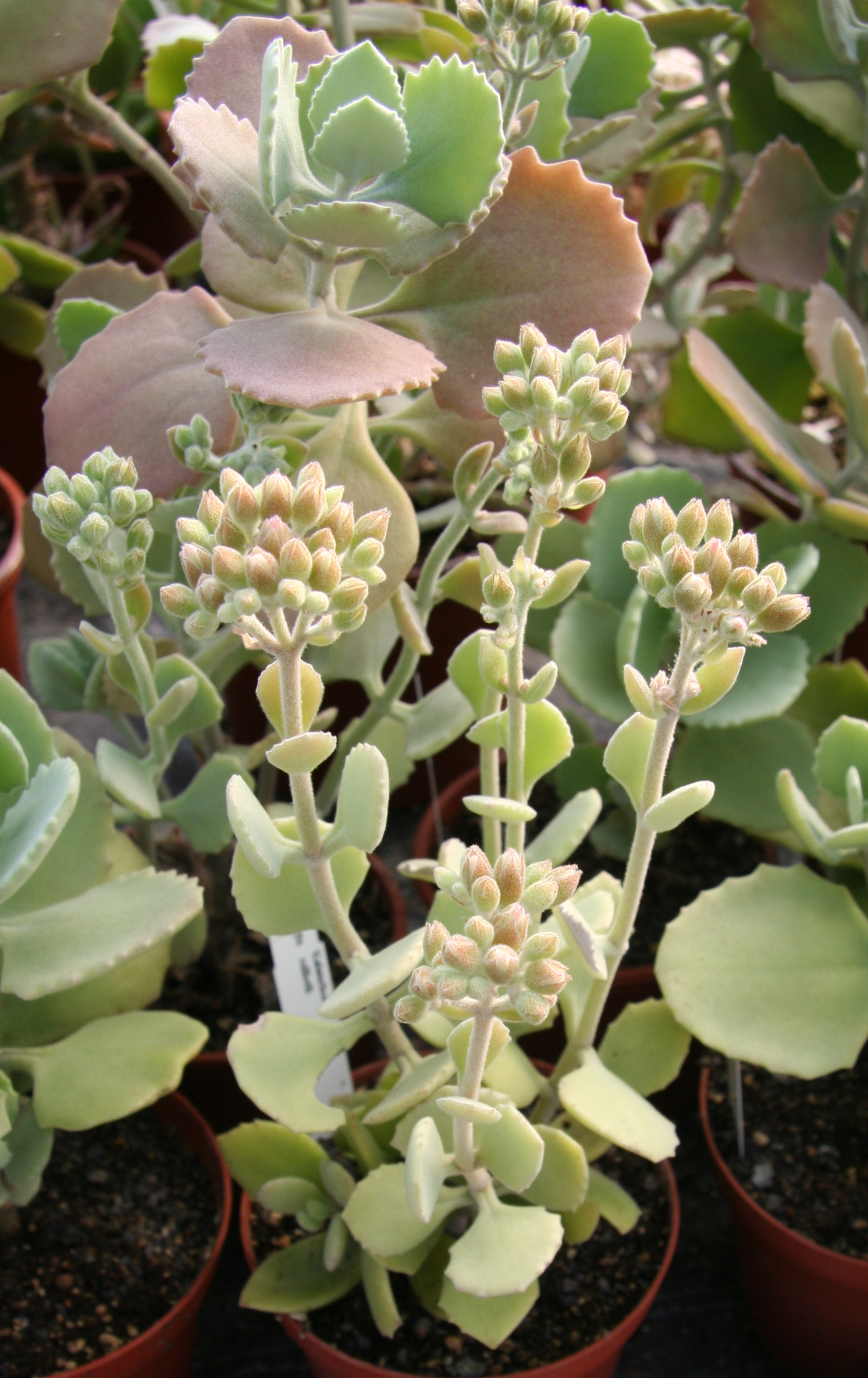
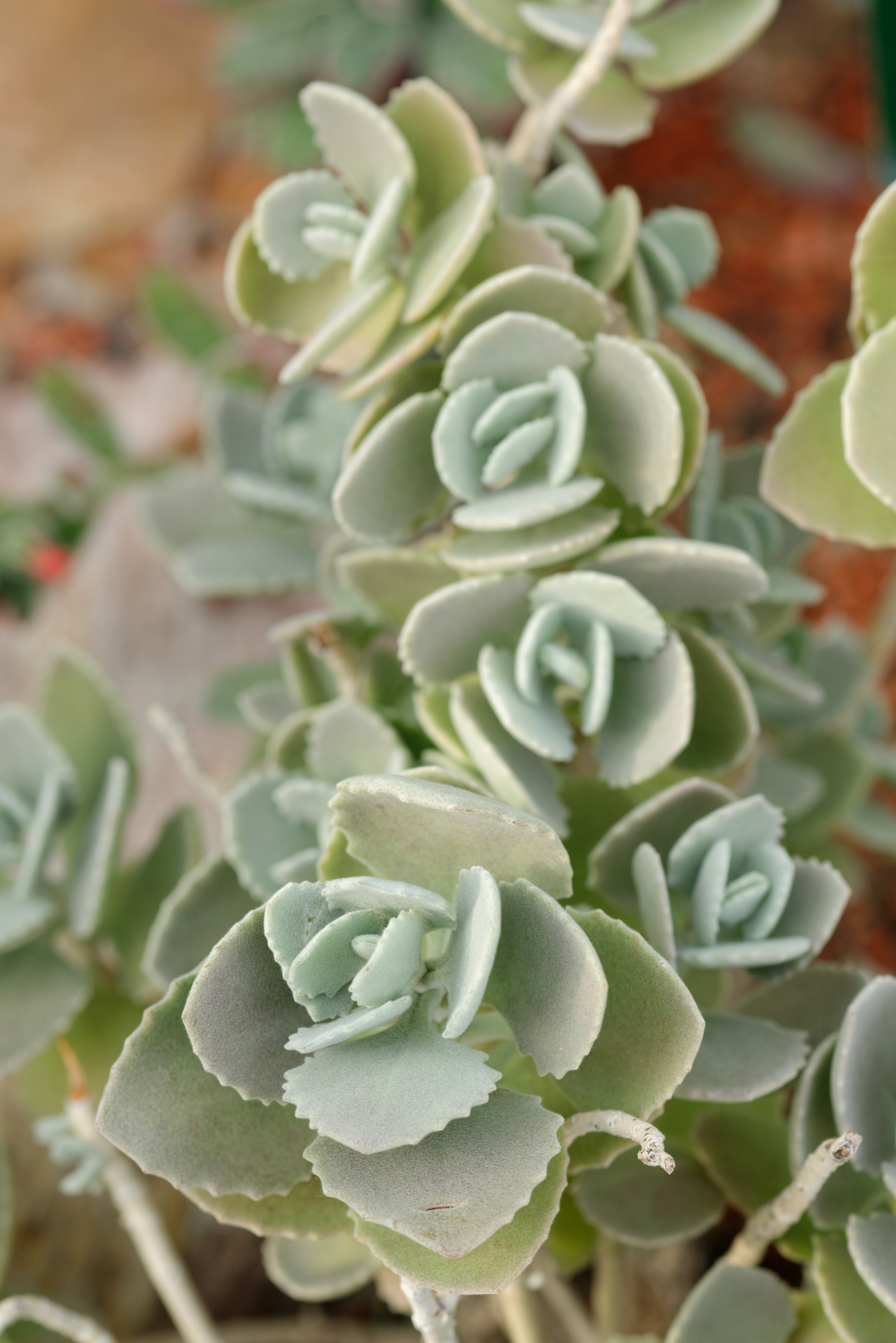
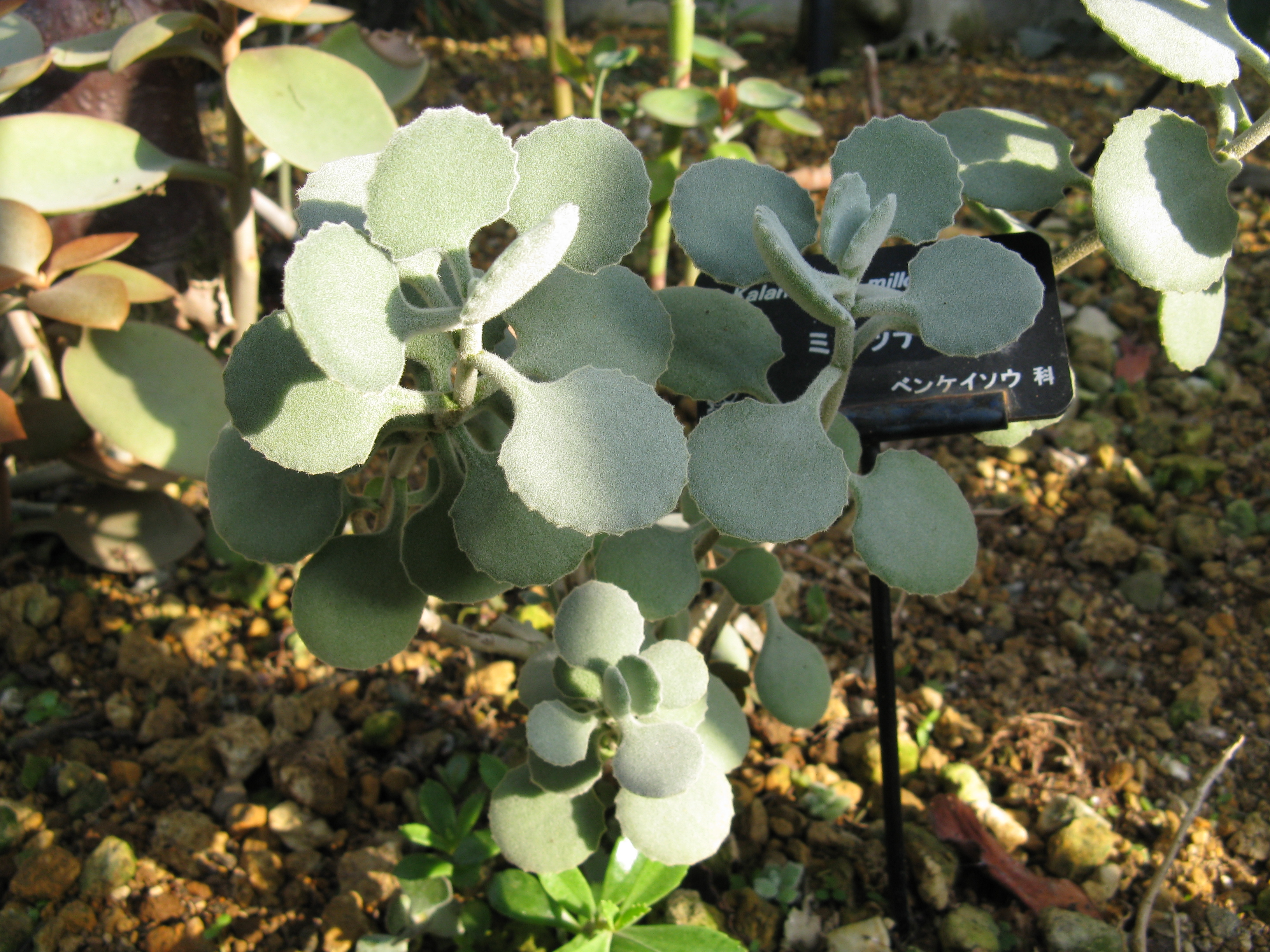